# Homerske himne
Homerske himne je zajednički naziv za 33 starogrčke himne koje su vjerojatno napisane u 7. i 6. stoljeću pr. Kr., a čiji je pisac nepoznat. Motivi su preuzeti iz grčke mitologije a opisuju različite zadatke grčkih bogova i njihove uloge u njima. 
Šest himni su duže dok je ostalih 27 kraće; 15 od njih je kraće od deset stihova. Himne se zbog tradicije pripisuju Homeru, pošto su poput Ilijade i Odiseje napisane u daktilskom heksametru.

## Popis himni
1. Dionisu, 21 stih
2. Demetri, 495 stihova
3. Apolonu, 546 stihova
4. Hermesu, 580 stihova
5. Afroditi, 293 stiha
6. Afroditi, 21 stiha
7. Dionisu, 59 stihova
8. Aresu, 17 stihova (ova himna jedina nije u heksametrima)
9. Artemidi, 9 stihova
10. Afroditi, 6 stihova
11. Ateni, 5 stihova
12. Heri, 5 stihova
13. Demetri, 3 stiha
14. Majci bogova, 6 stihova
15. Heraklu lavljeg srca, 9 stihova
16. Asklepiju, 5 stihova
17. Dioskurima, 5 stihova
18. Hermesu, 12 stihova
19. Panu, 49 stihova
20. Hefestu, 8 stihova
21. Apolonu, 5 stihova
22. Posejdonu, 7 stihova
23. Zeusu, 4 stiha
24. Hestiji, 5 stihova
25. Muzama i Apolonu, 7 stihova
26. Dionisu, 13 stihova
27. Artemidi, 22 stihova
28. Ateni, 18 stihova
29. Hestija, 13 stihova
30. Geji, majci svega, 19 stihova
31. Heliju, 20 stihova
32. Seleni, 20 stihova
33. Dioskurima, 19 stihova